# Forever, Michael
Forever, Michael är ett album från 1975 av Michael Jackson.
Låten "One Day In Your Life" släpptes senare igen på skivan med samma namn där den blev en stor hit i England, där den nådde förstaplatsen.

## Låtar på albumet
Sida 1
1. "We're Almost There" (Holland Jr, Holland) - 3:42
2. "Take Me Back" (Holland Jr, Holland) - 3:24
3. "One Day In Your Life" (Armand, Brown) - 4:15
4. "Cinderella Stay A While" (Sutton) - 3:08
5. "We've Got Forever" (Willensky) - 3:10

Sida 2
1. "Just A Little Bit Of You" (Holland Jr, Holland) - 3:10
2. "You Are There" (Brown, Meitzenheimer, Yarian) - 3:21
3. "Dapper-Dan" (Fletcher) - 3:11
4. "Dear Michael" (Davis, Willensky) - 2:35
5. "I'll Come To You" (Perren, Yarian) - 3:02